# Bain de sang de l'abbaye de Nydala

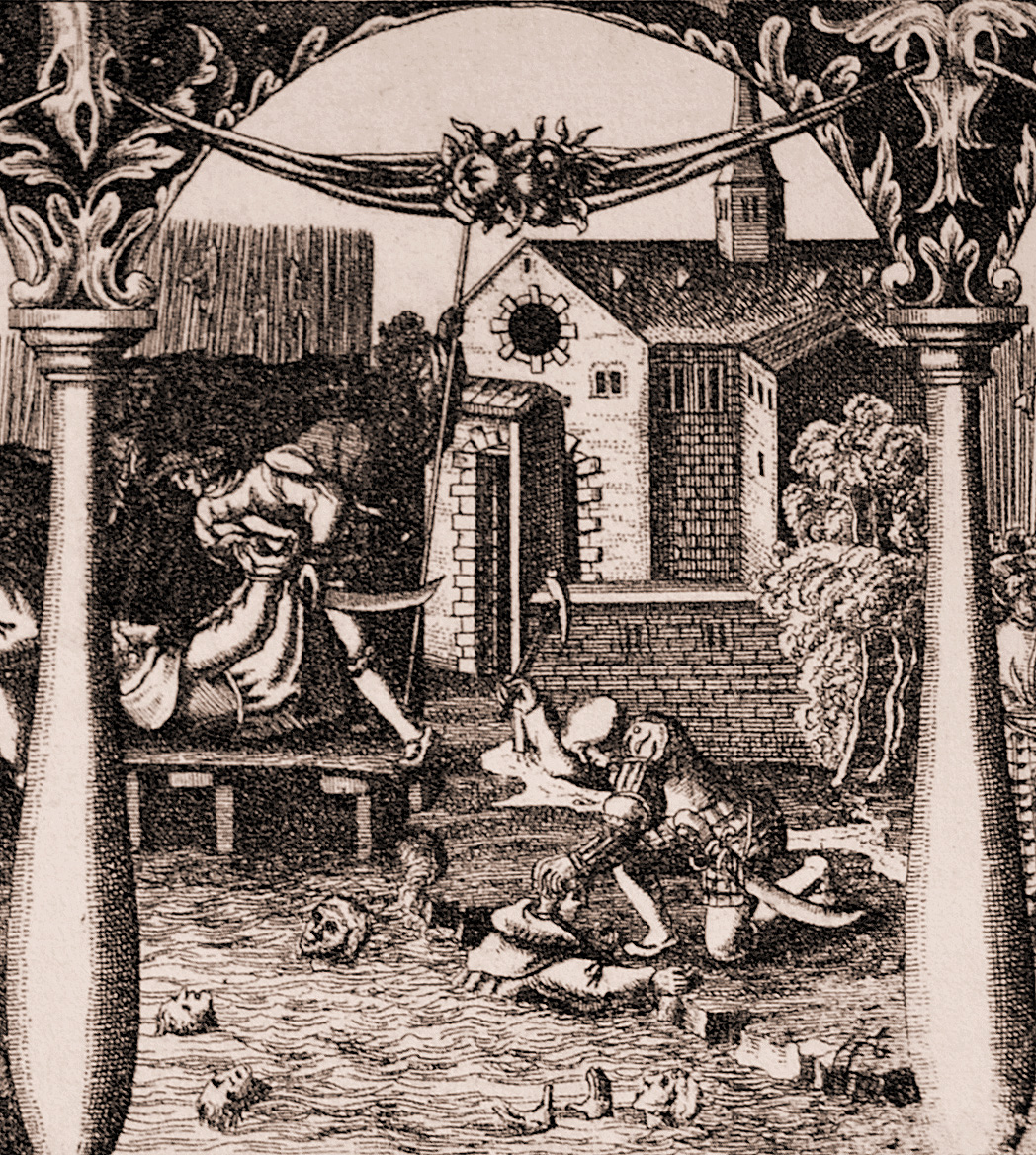
Bain de sang de l'abbaye de Nydala

Le bain de sang de l'abbaye de Nydala (suédois : Blodbadet i Nydala kloster) est le meurtre de l'abbé et de plusieurs moines de abbaye de Nydala, en Suède, tués par l'armée danoise, le 2 février 1521, sur ordre de Christian II (roi du Danemark) lors de leur retour au Danemark après le bain de sang de Stockholm survenu pendant la guerre suédoise de libération.
Cette tuerie a été utilisée par les Suédois pour dépeindre Christian II comme un féroce tyran pendant la guerre suédoise de libération, étant allégué que les moines ont été exécutés sans motif ni jugement par le roi. En réalité, cependant, les moines ont probablement été exécutés en raison de leur collaboration avec les Suédois contre la domination danoise ; de même, comme il est avéré que Christian II était au Danemark le lendemain, il n'était probablement pas présent à Nydala lors de ce bain de sang.